# 安娜裸胸鱔
安娜裸胸鱔，又稱安娜裸胸鯙，為輻鰭魚綱鰻鱺目鯙亞目鯙科的其中一種，分布於西南太平洋的豪勳爵島及諾福克島海域，體長可達55.3公分，為底棲性魚類，屬肉食性，生活習性不明。

## 擴展閱讀
維基物種上的相關：安娜裸胸鱔